# Вулька-Лізігудзь
Вулька-Лізігудзь (пол. Wólka-Lizigódź) — село в Польщі, у гміні Опорув Кутновського повіту Лодзинського воєводства.
Населення — 85 осіб (2011).
У 1975-1998 роках село належало до Плоцького воєводства.

## Демографія
Демографічна структура станом на 31 березня 2011 року:
|          | Загалом | Допрацездатний вік | Працездатний вік | Постпрацездатний вік |
| -------- | ------- | ------------------ | ---------------- | -------------------- |
| Чоловіки | 44      | 6                  | 30               | 8                    |
| Жінки    | 41      | 4                  | 22               | 15                   |
| Разом    | 85      | 10                 | 52               | 23                   |